# 重慶河流列表
重慶河流列表，列舉全部或部分在重慶市境內的河流，並依照流域排列；支流則由河口至源頭排序。

## 長江水系
- 長江：跨省市河流
  - 漢水
    - 任河：跨省市河流，中游位於四川境內，下游位於陝西境內。

  - 大寧河
  - 小江
  - 烏江
    - 芙蓉江：跨省市河流，上游位於貴州境內。
    - 江：跨省市河流，上游位於湖北境內。
    - 洪渡河：跨省市河流，上游位於貴州境內。
    - 唐岩河：跨省市河流，上游位於湖北境內。

  - 嘉陵江：跨省市河流，上游位於四川、陝西、甘肅境內。
    - 涪江：跨省市河流，上游位於四川境內。
    - 渠江：跨省市河流，上游位於四川境內。
      - 州河
        - 後江：跨省市河流，下游位於四川境內。
        - 前江：跨省市河流，下游位於四川境內。

  - 綦江：跨省市河流，上游位於貴州境內。